# BAT F.K.26

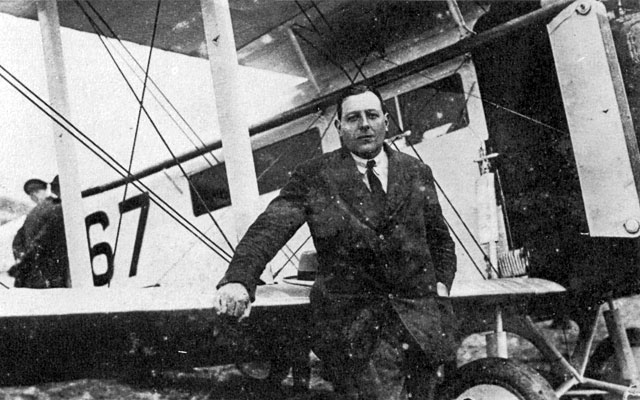
Frits Koolhoven voor de BAT F.K.26

De BAT F.K.26, ook wel aangeduid als F.K.26 Limousine, was een Engelse eenmotorige dubbeldekker die in 1919 werd geproduceerd door de British Aerial Transport Company (BAT). Het ontwerp van Frits Koolhoven kon 4 passagiers vervoeren in een gesloten cabine. De vlieger zat achter en boven de cabine in de openlucht.
Tijdens de luchtvaartshow ELTA in Amsterdam (1919) heeft de F.K.26 gevlogen als BAT demonstratietoestel.
De BAT heeft in 1919 met een F.K.26 nog korte tijd de eerste Nederlandse luchtlijn Londen – Soesterberg geëxploiteerd via het bedrijf Cobor in Bilthoven. Dit was dus nog vóór de KLM met vliegen was begonnen. De luchtlijn was echter maar een kort leven beschoren door problemen met de militaire leiding van het vliegveld Soesterberg.
Het beperkte succes van de F.K.26 luidde tevens het einde van de Britse BAT vliegtuigfabriek in. Ontwerper Frits Koolhoven keerde terug naar Nederland en ging eerst werken voor Spyker en later de Nationale Vliegtuig Industrie (NVI).

## Specificaties
- Type: BAT F.K.26
- Ontwerper: Frits Koolhoven
- Bemanning: 1
- Passagiers: 4
- Lengte: 10,47 m
- Spanwijdte: 14,00 m
- Leeggewicht: 1225 kg
- Maximum gewicht: 2041 kg
- Brandstof: 455 liter

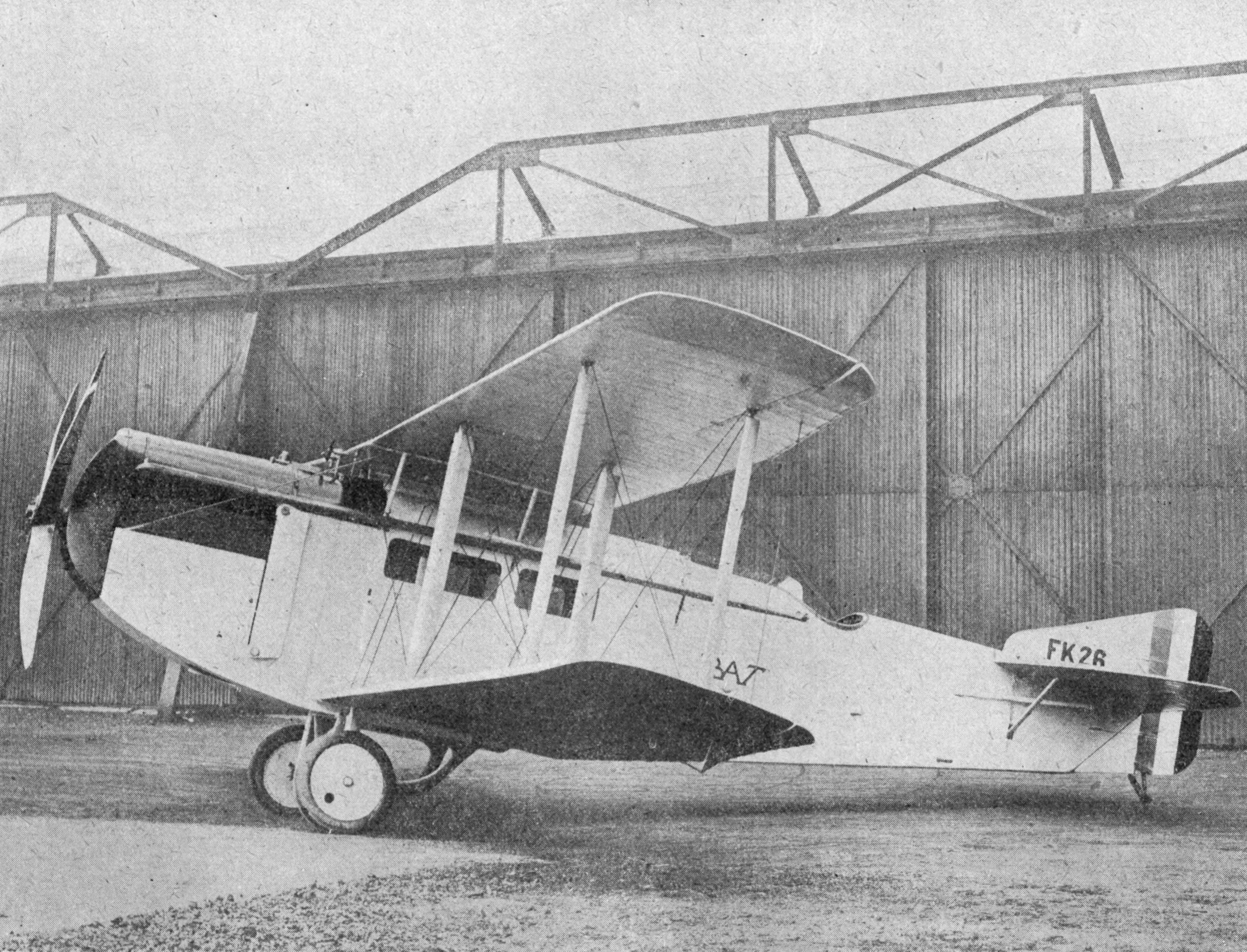
BAT F.K.26 (1919-1920)

- Motor: 1 × Rolls-Royce Eagle VII watergekoelde  V-12, 350 pk
- Propeller: Vierblads
- Eerste vlucht: 1919
- Aantal gebouwd: 4

Prestaties
- Maximumsnelheid: 196 km/u
- Landingssnelheid: 80 km/u
- Plafond: 5500 m
- Klimsnelheid: 6,4 m/s
- Vliegbereik: 970 km